# Lituanie au Concours Eurovision de la chanson 2018
La Lituanie est l'un des quarante-trois pays participants du Concours Eurovision de la chanson 2018, qui se déroule à Lisbonne au Portugal. Le pays est représenté par la chanteuse Ieva Zasimauskaitė et sa chanson When We're Old,  sélectionnés via l'émission Eurovizijos 2018. La Lituanie termine à la 12e place lors de la finale, recevant 181 points.

## Sélection
La Lituanie a confirmé sa participation au Concours 2018 le 14 août 2017, confirmant également l'usage d'une émission télévisée pour désigner le représentant du pays.
La sélection du pays a lieu pendant neuf semaines, du 6 janvier 2018 au 10 mars 2018.

### Chansons
Cinquante candidats concourront lors de la sélection.
| Artiste                         | Chanson                              |
| ------------------------------- | ------------------------------------ |
| Agnė Michalenkovaitė            | Going On                             |
| Audrius Petrauskas              | In My Bones                          |
| Aušra Difartė                   | Someday                              |
| Benas Malakauskas               | My Memories                          |
| Dainotas Varnas                 | Merry-go-round                       |
| Dangė                           | Netikra laimė                        |
| Donata                          | Powerful                             |
| E.G.O.                          | Shake the World                      |
| ELEY                            | This Is My Life                      |
| El Fuego                        | Nors į pasaulio kraštą               |
| Elizabeth Olshey                | Bejausmis                            |
| Elvina Milkauskaitė             | So Long My Love, My Lover            |
| Emilija Valiukevičiūtė          | Bye Bye                              |
| Evaldas Vaikasas                | Blind                                |
| Gabrielius Vagelis              | The Distant                          |
| GeraiGerai & Silvija Pankūnaitė | More Than You Know                   |
| Germantė Kinderytė              | Turn It Up                           |
| Godo                            | Fire Fountain                        |
| Greta Zazza                     | Broken Shadows                       |
| Ieva Zasimauskaitė              | When We're Old                       |
| Joyce                           | Breath                               |
| Juozas Martin                   | Giving Up                            |
| Jurgis Brūzga                   | I Want You 2 Love Me                 |
| Justin3                         | Born to Be Wild One                  |
| Justina Žukauskaitė             | Love Doesn't Lie                     |
| Kotryna Juodzevičiūtė           | That Girl                            |
| LJ                              | Over Now                             |
| Lukas Norkūnas                  | Tegu                                 |
| Marija                          | This Love                            |
| Marius Petrauskas               | Death by a Kiss                      |
| Meda Meškauskaitė               | Blood Roses                          |
| Mia                             | Arrows                               |
| Milda Martinkėnaitė             | Hurricane                            |
| Milda Rasilavičiūtė             | I Think About You                    |
| Monee                           | Standing Here                        |
| Monika Marija                   | The Truth                            |
| Natalija Chareckaja             | Serious                              |
| Ofelija                         | Butterfly                            |
| Paula                           | 1 2 3                                |
| Rasa Kaušiūtė                   | The Silence                          |
| Rugilė Daujotaitė               | Love Is the Flower of Life           |
| Rūta Kotryna                    | Ghost                                |
| Ruta Loop                       | Positive Thoughts                    |
| Saulės Kliošas                  | Įkvėpk ir nepaleisk                  |
| Silvija Pankūnaitė              | Real                                 |
| The Roop                        | Every Morning World I Still Love You |
| Twosome                         | Hello                                |
| Valdas Lacko                    | Dying Inside                         |
| Vidas Bareikis                  | Pusvalanduko                         |
| Živilė Gedvilaitė               | Melody                               |

### Émissions

#### Auditions
Les quatre premières émissions sont des auditions au terme desquelles la moitié des participants sera éliminée. 

##### Audition 1: le 6 janvier 2018
| #  | Artiste             | Chanson             | Jury | Public | Public | Total | Place |
| #  | Artiste             | Chanson             | Jury | Voix   | Points | Total | Place |
| -- | ------------------- | ------------------- | ---- | ------ | ------ | ----- | ----- |
| 1  | Justin3             | Born to Be Wild One | 4    | 197    | 2      | 6     | 10    |
| 2  | Monee               | Standing Here       | 1    | 184    | 1      | 2     | 11    |
| 3  | Germantė Kinderytė  | Turn It Up          | –    | 748    | 10     | 10    | 5     |
| 4  | Godo                | Fire Fountain       | 12   | 732    | 8      | 20    | 2     |
| 5  | Lukas Norkūnas      | Tegu                | 8    | 282    | 4      | 12    | 4     |
| 6  | Meda Meškauskaitė   | "Blood Roses        | –    | 91     | –      | 0     | 13    |
| 7  | Benas Malakauskas   | My Memories         | 3    | 512    | 6      | 9     | 6     |
| 8  | Milda Rasilavičiūtė | I Think About You   | 6    | 561    | 7      | 13    | 3     |
| 9  | Dangė               | Netikra laimė       | –    | 110    | –      | 0     | 12    |
| 10 | Natalija Chareckaja | Serious             | 7    | 172    | –      | 7     | 8     |
| 11 | Aušra Difartė       | Someday             | 5    | 242    | 3      | 8     | 7     |
| 12 | Evaldas Vaikasas    | Blind               | 2    | 369    | 5      | 7     | 9     |
| 13 | Ieva Zasimauskaitė  | When We're Old"     | 12   | 1 086  | 12     | 24    | 1     |

##### Audition 2: le 20 janvier 2018
| #  | Artiste                | Chanson                   | Jury | Public | Public | Total | Place |
| #  | Artiste                | Chanson                   | Jury | Voix   | Points | Total | Place |
| -- | ---------------------- | ------------------------- | ---- | ------ | ------ | ----- | ----- |
| 1  | Juozas Martin          | Don't Give Up             | 8    | 202    | 4      | 12    | 5     |
| 2  | Justina Žukauskaitė    | Love Doesn't Lie          | –    | 61     | –      | 0     | 11    |
| 3  | Elvina Milkauskaitė    | So Long My Love, My Lover | 2    | 143    | 3      | 5     | 9     |
| 4  | LJ                     | Over Now                  | 1    | 74     | 1      | 2     | 10    |
| 5  | Rūta Kotryna           | Ghost                     | 5    | 126    | 2      | 7     | 8     |
| 6  | Saulės kliošas         | Man gaila                 | 12   | 435    | 6      | 18    | 1     |
| 7  | Twosome                | Hello                     | 10   | 643    | 8      | 18    | 2     |
| 8  | Paula                  | 1 2 3                     | 6    | 678    | 12     | 18    | 3     |
| 9  | Audrius Petrauskas     | In My Bones               | 7    | 244    | 5      | 12    | 6     |
| 10 | Elizabeth Olshey       | Bejausmis                 | 3    | 643    | 10     | 13    | 4     |
| 11 | Mia                    | Arrows                    | 4    | 541    | 7      | 11    | 7     |
| 12 | Emilija Valiukevičiūtė | Bye Bye                   | –    | 49     | –      | 0     | 12    |

##### Audition 3: le 27 janvier 2018
| #  | Artiste                         | Chanson            | Jury | Public | Public | Total | Place |
| #  | Artiste                         | Chanson            | Jury | Voix   | Points | Total | Place |
| -- | ------------------------------- | ------------------ | ---- | ------ | ------ | ----- | ----- |
| 1  | Vidas Bareikis                  | Pusvalanduko       | 7    | 444    | 5      | 12    | 6     |
| 2  | Donata                          | Powerful           | –    | 54     | –      | 0     | 12    |
| 3  | Agnė Michalenkovaitė            | Going On           | 7    | 526    | 10     | 17    | 2     |
| 4  | GeraiGerai & Silvija Pankūnaitė | More Than You Know | 8    | 496    | 7      | 15    | 4     |
| 5  | ELEY                            | This Is My Life    | 3    | 73     | 1      | 4     | 9     |
| 6  | E.G.O.                          | Shake the World    | –    | 67     | –      | 0     | 11    |
| 7  | Živilė Gedvilaitė               | Melody             | 2    | 621    | 12     | 14    | 5     |
| 8  | Joyce                           | Breathe            | 4    | 175    | 2      | 6     | 8     |
| 9  | Valdas Lacko                    | Dying Inside       | 1    | 399    | 3      | 4     | 10    |
| 10 | Milda Martinkėnaitė             | Hurricane          | 5    | 405    | 4      | 9     | 7     |
| 11 | Gabrielius Vagelis              | The Distant        | 10   | 476    | 6      | 16    | 3     |
| 12 | Greta Zazza                     | Broken Shadows     | 12   | 502    | 8      | 20    | 1     |

##### Audition 4: le 3 février 2018
| #  | Artiste               | Chanson                    | Jury | Public | Public | Total | Place |
| #  | Artiste               | Chanson                    | Jury | Voix   | Points | Total | Place |
| -- | --------------------- | -------------------------- | ---- | ------ | ------ | ----- | ----- |
| 1  | Rūta Loop             | Positive Thoughts          | 4    | 794    | 5      | 9     | 6     |
| 2  | Jurgis Brūzga         | For Love                   | 12   | 771    | 4      | 16    | 2     |
| 3  | Ofelija               | Butterfly                  | –    | 607    | 2      | 2     | 11    |
| 4  | Dainotas Varnas       | Merry-go-round             | 5    | 737    | 3      | 8     | 7     |
| 5  | Rugilė Daujotaitė     | Love Is The Flower of Life | –    | 313    | –      | 0     | 13    |
| 6  | Kotryna Juodzevičiūtė | That Girl                  | 8    | 833    | 6      | 14    | 5     |
| 7  | Marius Petrauskas     | Kol Meilė Gyva             | 2    | 554    | 1      | 3     | 10    |
| 8  | Silvija Pankūnaitė    | Real                       | 1    | 368    | –      | 1     | 12    |
| 9  | El Fuego              | I Do Believe               | –    | 939    | 7      | 7     | 8     |
| 10 | Marija                | This Love                  | 8    | 1 325  | 8      | 16    | 3     |
| 11 | Rasa Kaušiūtė         | The Silence                | 3    | 417    | –      | 3     | 9     |
| 12 | The Roop              | Yes, I Do                  | 6    | 1 347  | 10     | 16    | 4     |
| 13 | Monika Marija         | The Truth                  | 10   | 1 354  | 12     | 22    | 1     |

#### Quarts de finale
Durant deux semaines, les 24 qualifiés vont passer les quarts de finale. Chaque soir, six candidats sont éliminés, réduisant le nombre de candidats à 12 à l'issue des deux semaines.

##### Quart de finale 1: 10 février 2017
| #  | Artiste                         | Chanson            | Jury | Public | Public | Total | Place |
| #  | Artiste                         | Chanson            | Jury | Voix   | Points | Total | Place |
| -- | ------------------------------- | ------------------ | ---- | ------ | ------ | ----- | ----- |
| 1  | Twosome                         | Hello              | 7    | 660    | 4      | 11    | 5     |
| 2  | Milda Rasilavičiūtė             | I Think About You  | 1    | 383    | 2      | 3     | 9     |
| 3  | Silvija Pankūnaitė & GeraiGerai | More Than You Know | 3    | 789    | 8      | 11    | 6     |
| 4  | Lukas Norkūnas                  | Tegu               | 5    | 447    | 3      | 8     | 8     |
| 5  | Paula                           | 1 2 3              | 6    | 693    | 6      | 12    | 4     |
| 6  | Benas Malakauskas               | My Memories        | –    | 321    | 1      | 1     | 11    |
| 7  | Godo                            | Fire Fountain      | 10   | 721    | 7      | 17    | 3     |
| 8  | Germantė Kinderytė              | Turn It Up         | –    | 186    | –      | 0     | 12    |
| 9  | Vidas Bareikis                  | Pusvalanduko       | 5    | 687    | 5      | 10    | 7     |
| 10 | Juozas Martin                   | Don't Give Up      | 2    | 197    | –      | 2     | 10    |
| 11 | Kotryna Juodzevičiūtė           | That Girl          | 12   | 837    | 10     | 22    | 1     |
| 12 | Jurgis Brūzga                   | 4love              | 10   | 1 244  | 12     | 22    | 2     |

##### Quart de finale 2: 17 février 2018
| #  | Artiste              | Chanson             | Jury | Public | Public | Total | Place |
| #  | Artiste              | Chanson             | Jury | Voix   | Points | Total | Place |
| -- | -------------------- | ------------------- | ---- | ------ | ------ | ----- | ----- |
| 1  | Živilė Gedvilaitė    | Melody              | 1    | 344    | 1      | 2     | 12    |
| 2  | Audrius Petrauskas   | In My Bones         | 7    | 231    | –      | 7     | 8     |
| 3  | Agnė Michalenkovaitė | Going On            | 1    | 510    | 3      | 4     | 10    |
| 4  | Saulės kliošas       | Įkvėpk ir nepaleisk | 10   | 740    | 6      | 16    | 3     |
| 5  | Greta Zazza          | Broken Shadows      | 4    | 589    | 4      | 8     | 7     |
| 6  | Ruta Loop            | Positive Thoughts   | 3    | 287    | –      | 3     | 11    |
| 7  | Marija               | This Love           | –    | 2 722  | 12     | 12    | 5     |
| 8  | The Roop             | Yes, I Do           | 6    | 2 496  | 10     | 16    | 4     |
| 9  | Elizabeth Olshey     | Bejausmis           | 2    | 472    | 2      | 4     | 9     |
| 10 | Monika Marija        | The Truth           | 10   | 1 399  | 7      | 17    | 2     |
| 11 | Gabrielius Vagelis   | The Distant         | 5    | 688    | 5      | 10    | 6     |
| 12 | Ieva Zasimauskaitė   | When We're Old      | 12   | 2 029  | 8      | 20    | 1     |

#### Choix dewildcardsen ligne
Le diffuseur lituanien a décidé de laisser le public voter pour ramener deux artistes dans la compétition, et ce entre le 19 et le 21 février 2018.
| Artiste              | Chanson            | Total | Place |
| -------------------- | ------------------ | ----- | ----- |
| Vidas Bareikis       | Pusvalanduko       | 3 730 | 3     |
| Lukas Norkūnas       | Tegu               |       |       |
| Milda Rasilavičiūtė  | Thinking About You |       |       |
| Juozas Martin        | Don't Give Up      |       |       |
| Germantė Kinderytė   | Turn It Up         |       |       |
| Benas Malakauskas    | My Memories        |       |       |
| Živilė Gedvilaitė    | Melody             |       |       |
| Audrius Petrauskas   | In My Bones        |       |       |
| Agnė Michalenkovaitė | Going On           |       |       |
| Greta Zazza          | Broken Shadows     | 4 484 | 1     |
| Ruta Loop            | Positive Thoughts  | 3 928 | 2     |
| Elizabeth Olshey     | Bejausmis          |       |       |

#### Demi-finales
Durant deux semaines, les 14 qualifiés vont passer les demi-finales. Chaque soir, quatre candidats sont éliminés et trois sont qualifiés pour la finale, qui comptera donc six artistes.

##### Première demi-finale: 24 février 2018
| # | Artiste                         | Chanson            | Jury | Public | Public | Total | Place |
| # | Artiste                         | Chanson            | Jury | Voix   | Points | Total | Place |
| - | ------------------------------- | ------------------ | ---- | ------ | ------ | ----- | ----- |
| 1 | Gabrielius Vagelis              | The Distant        | 4    | 486    | 4      | 8     | 7     |
| 2 | GeraiGerai & Silvija Pankūnaitė | More Than You Know | 6    | 1 120  | 7      | 13    | 6     |
| 3 | Kotryna Juodzevičiūtė           | That Girl          | 10   | 912    | 6      | 16    | 3     |
| 4 | The Roop                        | Yes, I Do          | 7    | 2 664  | 12     | 19    | 2     |
| 5 | Godo                            | Fire Fountain      | 8    | 746    | 5      | 13    | 5     |
| 6 | Greta Zazza                     | Broken Shadows     | 6    | 1 220  | 8      | 14    | 4     |
| 7 | Jurgis Brūzga                   | 4Love              | 12   | 1 648  | 10     | 22    | 1     |

##### Deuxième demi-finale: 3 mars 2018
| # | Artiste            | Chanson                         | Jury | Public | Public | Total | Place |
| # | Artiste            | Chanson                         | Jury | Voix   | Points | Total | Place |
| - | ------------------ | ------------------------------- | ---- | ------ | ------ | ----- | ----- |
| 1 | Marija             | This Love                       | 5    | 2 463  | 8      | 13    | 5     |
| 2 | Twosome            | Hello                           | 8    | 1 526  | 7      | 15    | 4     |
| 3 | Ieva Zasimauskaitė | When We're Old                  | 12   | 2 705  | 12     | 24    | 1     |
| 4 | Paula              | 1 2 3                           | 10   | 1 456  | 6      | 16    | 3     |
| 5 | Saulės Kliošas     | Įkvėpk ir Nepaleisk (Man gaila) | 6    | 1 344  | 5      | 11    | 6     |
| 6 | Ruta Loop          | Positive Thoughts               | 4    | 297    | 4      | 8     | 7     |
| 7 | Monika Marija      | The Truth                       | 7    | 2 518  | 10     | 17    | 2     |

#### Finale: 10 mars 2018
Lors de la finale, les six artistes encore en lice interprètent leur chanson. Un vote composé pour moitié du vote d'un jury et pour l'autre moitié du télévote lituanien détermine le vainqueur de la sélection.
| # | Artiste               | Chanson        | Jury  | Jury   | Public | Public | Total | Place |
| # | Artiste               | Chanson        | Votes | Points | Voix   | Points | Total | Place |
| - | --------------------- | -------------- | ----- | ------ | ------ | ------ | ----- | ----- |
| 1 | Monika Marija         | The Truth      | 62    | 8      | 13 755 | 8      | 16    | 4     |
| 2 | Kotryna Juodzevičiūtė | That Girl      | 46    | 6      | 1 390  | 6      | 12    | 5     |
| 3 | The Roop              | Yes, I Do      | 50    | 7      | 16 491 | 10     | 17    | 3     |
| 4 | Paula                 | 1 2 3          | 38    | 5      | 1 160  | 5      | 10    | 6     |
| 5 | Jurgis Brūzga         | 4love          | 71    | 12     | 5 382  | 7      | 19    | 2     |
| 6 | Ieva Zasimauskaitė    | When We're Old | 70    | 10     | 20 335 | 12     | 22    | 1     |

## À l'Eurovision
La Lituanie a, lors de la première demi-finale, le 8 mai 2018, atteint la 9e place avec 119 points et s'est donc qualifiée pour la finale du 12 mai. Elle y termine 12e, avec un total de 181 points.